# مارتن إل. غرينبيرغ
مارتن إل. غرينبيرغ هو محامي وسياسي أمريكي، ولد في 24 فبراير 1932 في بروكلين في الولايات المتحدة. نشط حزبياً في الحزب الديمقراطي. وقد انتخب عضو مجلس ولاية نيوجيرسي ‏.